# バンテアイ・サムレ
バンテアイ・サムレ（Banteay Samré、クメール語: ប្រាសាទបន្ទាយសំរែ）は、カンボジアのアンコール遺跡群における寺院遺跡の1つであり、東バライの東側に位置する。12世紀中頃にスーリヤヴァルマン2世（在位1113-1150年）の統治時代に造られたアンコール・ワット様式のヒンドゥー教寺院であり、小アンコール・ワットともいわれる。
高さ6メートルの外周壁に囲まれたバンテアイ・サムレは、インドシナ半島の古代民族サムレ (Samré) にちなんで名づけられ、「サムレ（入れ墨）族の砦」の意をもつ。寺院はバンテアイ・スレイと同じ材料を用いている。
バンテアイ・サムレは1936-1944年にフランスのモーリス・グレーズにより修復された。

## 構成

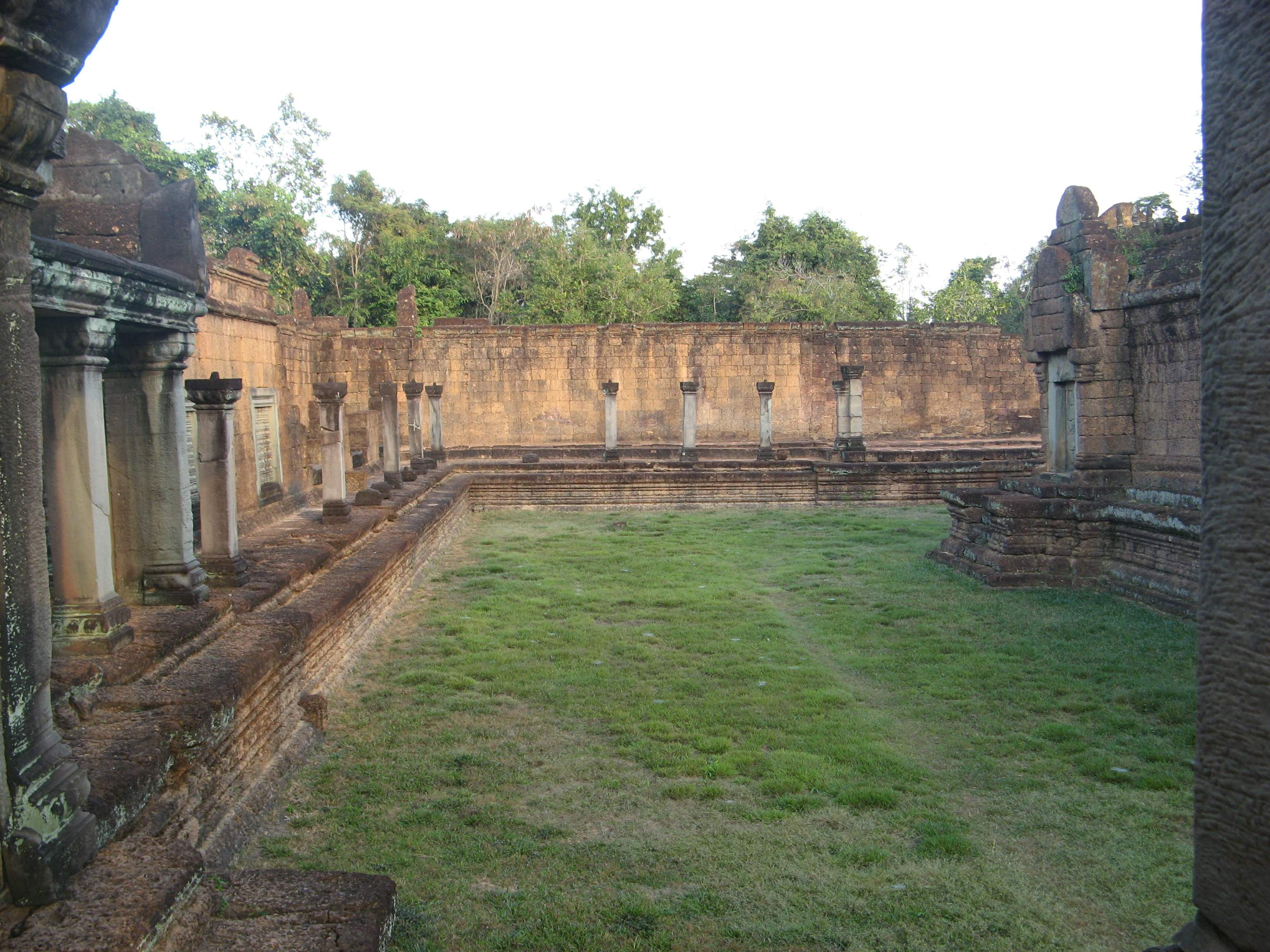
ラテライトの外周壁

ラテライトで造られた周壁がほぼ正方形に囲んでおり、外・内周壁の東西南北それぞれに塔門（ゴープラ、gopura）を持つ。外周壁は83×77メートルであり、通常、ラテライトのテラスから続く東門より入場する。内周壁（回廊）は44×38メートルである。内周壁には回廊へと改造された痕跡が認められる。
二重の周壁には連子窓（れんじまど）が見られ、円錐状の塔をもつ中央祠堂と、東側の基壇上に南・北となる2棟の経蔵などを備える。
寺院の東西に参道があり、ラテライトの上に砂岩を敷いた東参道は延長200メートル、境界石が両端に認められる西参道は350メートルにおよび東バライの東端まで続く。